# Книжная балка
Концерн «Ра́йский уголо́к» (историческое название кни́жная ба́лка, или просто балка) — книжный рынок в Харькове. В настоящий момент находится на улице Клочковской и включает в себя книжный рынок, ресторан, магазин дисков и строящийся торговый центр «Столица». Также концерном «Райский уголок» был организован фестиваль «Мир книги».
Концерн был основан в 1999 году.

## История

### Происхождения названия
Исторически харьковский книжный рынок назывался и называется «книжная балка». И Бурсацкий спуск, и Каскад (построенный в 1954-56 годах к 300-летию Харькова), где ранее располагался рынок, ранее можно было назвать балками (оврагами с пологими склонами); до их застройки это были просто овраги, спускавшиеся из Нагорного района к реке Лопань.
Основатель и президент концерна «Райский уголок» назвал его в честь своей жены Раисы (Раи).

### Предыстория
Книжная балка начинает свою историю в 1919 году. Её расположение постоянно менялось. Изначально это был Благовещенский сквер возле Благовещенского собора, в 1920-х — Бурсацкий спуск, в 1950-х — Благбаз (между автостанцией и набережной), а в 1970-х — 1990-х — набережная вокруг Лопанского моста (со всех четырёх его сторон) и Каскад (верхняя сторона в выходные, нижняя в будни).
Выбор Лопанского моста объяснялся тем, что «балку» периодически «гоняла» милиция, так как продажа книг с рук (не через букинистические магазины) в СССР официально была запрещена, а мост находится точно на стыке четырёх административных районов Харькова: северо-восточная часть моста — Дзержинского, юго-восточная часть — Краснозаводского, северо-западная часть — Ленинского, юго-западная часть — Октябрьского. «Балке» достаточно было перейти через улицу или Большой Лопанский мост, чтобы оказаться на территории и в юрисдикции другого райотдела милиции.
C 1999 года книжный рынок в Харькове приобрёл современные очертания.

### «Райский уголок»
В 1999 году был основан концерн «Райский уголок», возглавляемый Владимиром Полозковым, который взялся за управление книжной балкой. Концерн ведёт свою историю с 1982 года, со строительного управления, которое осуществляло ремонтно-строительные работы на предприятиях химической промышленности Харькова. Коллектив возглавлял Владимир Дмитриевич Полозков. С изменением экономической ситуации Полозков создал новое предприятие, розничную торговую сеть, охраняемую автопарковку, в 1995 году построил новое офисное здание и открыл ресторан; а с 1998 года приступил к освоению книжной балки.
В 1999 году прошёл первый международный фестиваль «Мир книги», который, как постоянно действующий, был внесён в программу социально-экономического развития Харькова и поддержан Советом по выставочной деятельности Украины.
В 2004 году начато строительство торгово-сервисного комплекса «Столица», предусматривающего размещение в новом современном здании в центре города комфортабельных книжных магазинов, точек продажи мультимедийной и канцелярской продукции, интернет-кафе, детских развлекательных площадок, сети быстрого питания, отделений сбербанка и аптек, зон отдыха и развлечений и выставочных площадей. В то же время потенциал книжного рынка полностью был сохранён и размещен на свободных площадях, сохранены все рабочие места и режим функционирования рынка.

## Составляющие

### Книжный рынок
Райский уголок — крупнейший книжный рынок Харькова, на котором продают и покупают букинистические и современные издания, осуществляют торговлю журналами, календарями, учебниками, монетами, медалями, а также канцтоварами. Помимо этого, на рынке активно продают компакт-диски (СD, DVD).
Около 40 процентов книг, представленных на рынке в 2010-х годах, — продукция издательств России.
Собственником современной площадки книжного рынка (пришедшей на смену существовавшему с советских лет стихийному книжно-антикварному рынку — так называемой «толкучке» — у каскада в саду Шевченко) является концерн «Райский уголок». Рынок занимает площадь около 5000 м². и имеет полную инфраструктуру, включающую помещения администрации рынка, складские помещения, охраняемую автостоянку, предоставляемые в аренду офисные помещения, ресторан с летней площадкой и несколько мелких пунктов общественного питания.
В настоящее время концерн «Райский уголок» ведет строительство торгово-выставочного книжного комплекса «Столица», расположенного неподалёку от книжной балки. Ожидается, что здесь разместятся не только торговые места, но и помещения для выставок, презентаций, ярмарок и фестивалей. Согласно планам, первых гостей новый торгово-выставочный комплекс планирует встречать в начале 2008 г. На текущий момент фестиваль «Мир книги», объединяющий профессионалов отрасли, книгоиздателей и книгораспространителей Украины и зарубежных стран, и организованный концерном «Райский уголок», ежегодно проходит в помещении Харьковского оперного театра им. Н. Лысенко.

### Современная структура рынка

Ресторан «Райский уголок»

Рынок расположен вблизи станции метро «Исторический музей». Работает он с 9:00 до 16:00 часов, выходной-понедельник. Рядом с рынком расположен планетарий.
Балка представляет собой неоднородное образование, в нём есть как и «блошиная часть», где продают старые книги, вещи, иногда даже и антиквариат, так и палатки и торговые точки.

### Офисное здание
Ресторан «Райский уголок» расположен на первых этажах офисного здания. Там же расположен Digital — небольшой магазин на первом этаже здания концерна. Здесь продаются видеоигры для всех консолей, фильмов, музыки и дисков для записи.

### Комплекс «Столица»
Комплекс Столица находится на стадии строительства. Он будет представлять собой торговый центр с упором на книжные точки, а также развлечения и сети питания.

### Фестиваль «Мир книги»
«Мир книги» — международная выставка-ярмарка литературы в Харькове. В ней участвуют многие фирмы Украины и России, чтобы показать свою продукцию. Фестиваль учредили Михаил Добкин и хозяин концерна Владимир Полозков.

### Благотворительный фонд «Народная книга»
В 1999 году концерн «Райский уголок» выступил инициатором и стал одним из учредителей Харьковского регионального благотворительного фонда «Народная книга». Задачи фонда — проведение и поддержка разных программ, направленных на повышение культурного уровня нации.

## Описание
За многие годы рынок пришёл в негодность, но это решили установкой нового забора, также был положен новый асфальт. В 2012 году был покрашен старый кирпичный забор вдоль дороги. Зимой 2011—2012 годов были проложены новые трубы.

### Окружение
Вокруг рынка стоит большое количество лотков, основная масса со старыми советскими книгами. На территории АЗС, примыкающей к рынку, до 1987—1988 годов располагался дом по адресу Клочковская, 38, в котором в конце 1930-х годов жила семья Людмилы Гурченко.

## Книжная балка в литературе
- «В Харькове базар находился неподалёку от большой церкви святого Благовещения. Вокруг церковной ограды, как и у Китайгородской стены в Москве, букинисты торговали книгами» (в 1919 году). Игорь Болгарин, Георгий Северский, Адъютант Его Превосходительства.
- В повести «Королева чёрного рынка» криминалистов Н. Загородного и В. Колмакова даётся такое описание книжного рынка 1957 года:

Подойдя к центральному рынку, она отыскала изгибавшееся полукольцом деревянное здание, за которым оказалась круглая, как пятак, до отказа забитая толпой площадка. Точно буёк на волне, толпа бесшумно раскачивалась из стороны в сторону и, казалось, с места не двигалась ни на шаг… Здесь уже был мир книжников. Справа и слева, спереди и сзади её окружали перепачканные чернилами школьные учебники, технические справочники, атласы, журналы, сборники рассказов, повести и романы. Никто ими не интересовался. Толпившиеся покупатели что-то таинственно выискивали, бросая в разные стороны острые взгляды… Кругом шепотком спрашивали: — Что за книга? Покажите? — «Лукреция Флориана»? Жорж Занд? Откуда же? В магазины не поступали. Восемьдесят пять рублей? Ну, и прохвосты же! А вот справа образовался тесный круг… старенький узкоплечий человечек стал вытаскивать из-под полы в тёмном переплете «Последнее дело Коршуна» и передавал из рук в руки. И снова шёпотом: — Сколько? — Полста. — А номинал? — Пустяки — Пять шестьдесят…